# Samir Hamidi
Pour les articles homonymes, voir Hamidi.
Samir Hamidi (en arabe : سمير حميدي) est un footballeur algérien né le 18 septembre 1979 à Oran. Il évoluait au poste d'arrière gauche.

## Biographie
Il évolue en première division algérienne avec les clubs phare de la ville d'Oran, du MC Oran et de l'ASM Oran. Il dispute 111 matchs en Ligue 1.

## Palmarès
MC Oran
- Championnat d'Algérie D2 (1) :
  - Champion : 2008-09.